# Pedret i Marzà
Pedret i Marzà là một đô thị trong ‘‘comarca’’ Alt Empordà, Girona, Catalonia, Tây Ban Nha.